# Трудовий (Челябінська область)
Трудовий (рос. Трудовой) — селище у Кунашацькому районі Челябінської області Російської Федерації.
Входить до складу муніципального утворення Буринське сільське поселення. Населення становить 343 особи (2010).

## Історія
Від 1930 року належить до Кунашацького району, спочатку в складі Башкирської АРСР, а відтак Челябінської області.
Згідно із законом від 12 листопада 2004 року органом місцевого самоврядування є Буринське сільське поселення.

## Населення
| 2002 | 2010 |
| ---- | ---- |
| 383  | ↘343 |